# Thesium laxiflorum
Thesium laxiflorum är en sandelträdsväxtart som beskrevs av Ernst Rudolf von Trautvetter. Thesium laxiflorum ingår i släktet spindelörter, och familjen sandelträdsväxter. Inga underarter finns listade i Catalogue of Life.